# Wing Derringer
Le Wing Derringer était un bimoteur biplace de construction entièrement métallique relativement ambitieux conçu au début des années 1960 aux États-Unis. Il ne connut pas le succès pour des raisons industrielles et règlementaires.

## Dessiné parJohn W Thorp
Pilote privé, George S Wing avait commencé à envisager la construction, pour ses besoins personnels, d’un bimoteur biplace bien avant la Seconde Guerre mondiale. Étant un des premiers acheteurs de Thorp T-11 Sky Skooter, il fit la connaissance de John W Thorp et lui demanda en 1964 d’étudier pour lui un bimoteur léger. John W Thorp avait travaillé en 1958 sur une version bimoteur du Thorp T-11 et accepta le challenge. Les hélices à vitesse constante n’existant pas à l’époque pour les avions légers, la principale difficulté était de trouver un moteur. Le prototype fut donc construit avec des Continental à injection entrainant des hélices à pas fixe. Monoplan à aile basse cantilever et train tricycle escamotable, ce prototype fit son premier vol le 1er mai 1962. Équipé ensuite avec des Lycoming à plat de 115 ch couplée à des hélices Hartzell à vitesse constante, il fut détruit sur accident durant les essais.

## Production de série
John W Thorp ayant achevé son travail, George S Wing forma la Wing Aircraft Co et mit au travail une équipe pour transformer ce prototype en avion pouvant être produit en grande série : Instrumentation IFR, remplacement du stabilisateur monobloc par un empennage horizontal classique, nouvelle structure d’aile traitée en réservoir structural (Wet wing) qui fit l’objet d’un brevet. La certification (A9WE) fut obtenue en 1966. Mais le lancement de la production se heurta à de nombreux problèmes : Il fallut trouver des sous-traitants, commander des sous-ensembles, puis convaincre la FAA qu’un avion pouvait être assemblé avec des éléments provenant de différents fournisseurs. Au total 5 appareils de série seulement furent construits.